# Primer Ministre de Cap Verd
Lo Primer Ministre és lo cap de govern de Cap Verd. L'Assemblea Nacional de Cap Verd nomina al Primer Ministre, perquè el President ho accepti.
Aquesta és la llista dels Primers Ministres de Cap Verd de 1975 fins a l'actualitat.
| # | Imatge                                                                 | Nom (Nasko-morto)                                                                                       | Elecció        | Mandat               | Mandat               | Partit                                                                       |
| # | Imatge                                                                 | Nom (Nasko-morto)                                                                                       | Elecció        | Inici                | Fi                   | Partit                                                                       |
| - | ---------------------------------------------------------------------- | --- | -------------- | -------------------- | -------------------- | ---------------------------------------------------------------------------- |
| 1 |                                                                        | Pedro Verona Rodrigues Pires (n. 1934)                                                                  | 1975 1980 1985 | 8 de juliol de 1975  | 4 d'abril de 1991    | Partido Africano pela Independência da Guiné e Cabo Verde - PAIGC (til 1981) |
|   | Partido Africano pela Independência de Cabo Verde - PAICV (depos 1981) | Pedro Verona Rodrigues Pires (n. 1934)                                                                  | 1975 1980 1985 | 8 de juliol de 1975  | 4 d'abril de 1991    |                                                                              |
| 2 |                                                                        | Carlos Veiga (n. 1949)                                                                                  | 1991 1995      | 4 d'abril de 1991    | 29 de juliol de 2000 | Movimento pela Democracia - MPD                                              |
| 3 |                                                                        | Gualberto do Rosário (n. 1950) (provisionalment, per part de Carlos Veiga fins al 5 d'octubre de 2000). | —              | 29 de juliol de 2000 | 1 de febrer de 2001  | Movimento pela Democracia - MPD                                              |
| 4 |                                                                        | José Maria Neves (n. 1960)                                                                              | 2001 2006 2011 | 1 de febrer de 2001  | 22 d'abril de 2016   | Partido Africano pela Independência de Cabo Verde - PAICV                    |
| 5 |                                                                        | Ulisses Correia e Silva (n. 1962)                                                                       | 2016 2021      | 22 d'abril de 2016   | actualitat           | Movimento pela Democracia - MPD                                              |

## Nota
1. 1 2  Political Parties of the World (6th edition, 2005), ed. Bogdan Szajkowski, page 113.